# Елеазарова пустынь
Елеаза́рова пу́стынь — пустынь Соловецкого монастыря, основанный в начале XIX века на месте первого поселения на острове Анзер преподобного Елеазара Анзерского.

## История пустыни
Согласно агиографическим сведениям в 1612 году инок Елеазар, ища уединения для молитвы, удалился из монастыря на остров Анзер, где первоначально поселился на небольшой горе у озера, названного впоследствии Большим Елеазаровым. На этом месте он срубил для себя небольшую келию и поставил крест. Для того, чтобы обрести средства к жизни, Елеазар вырезал из дерева различную посуду, которую обменивал у приезжавших рыбаков на продукты питания. Здесь же, в 1616 году, он принял схиму. Ещё через четыре года преподобный Елеазар переселился на берег морской губы, впоследствии получившей название Троицкой, где положил начало строительству Троицкому Анзерскому скиту. На долгое время пустынь была забыта монахами.
В начале XIX века иеромонах Иосиф нашел на месте прежнего проживания Елеазара остатки креста. В 1825 году здесь была возведена небольшая часовня в честь преподобного Елеазара Анзерского, в помещении которой хранились принадлежавшие ему ряса и Псалтырь. Сохранились сведения о нескольких иконах, когда-то находящихся в этой часовне: икона явления Богоматери преподобному Иову, икона святителя Филиппа с преподобным Иринархом и Елеазаром и икона явления Пресвятой Богородицы преподобному святому Елеазару.
После Октябрьской революции во время существования на островах Соловецкого лагеря особого назначения на месте пустыни располагался пикет охранников. В начале XX века её постройки были разрушены.

## Современное состояние
В начале XXI века была заново отстроена часовня пустыни, восстановлена деревянная лестница ведущая на гору, сохранялись остатки колодца и поклонного креста.